# 勝川春英

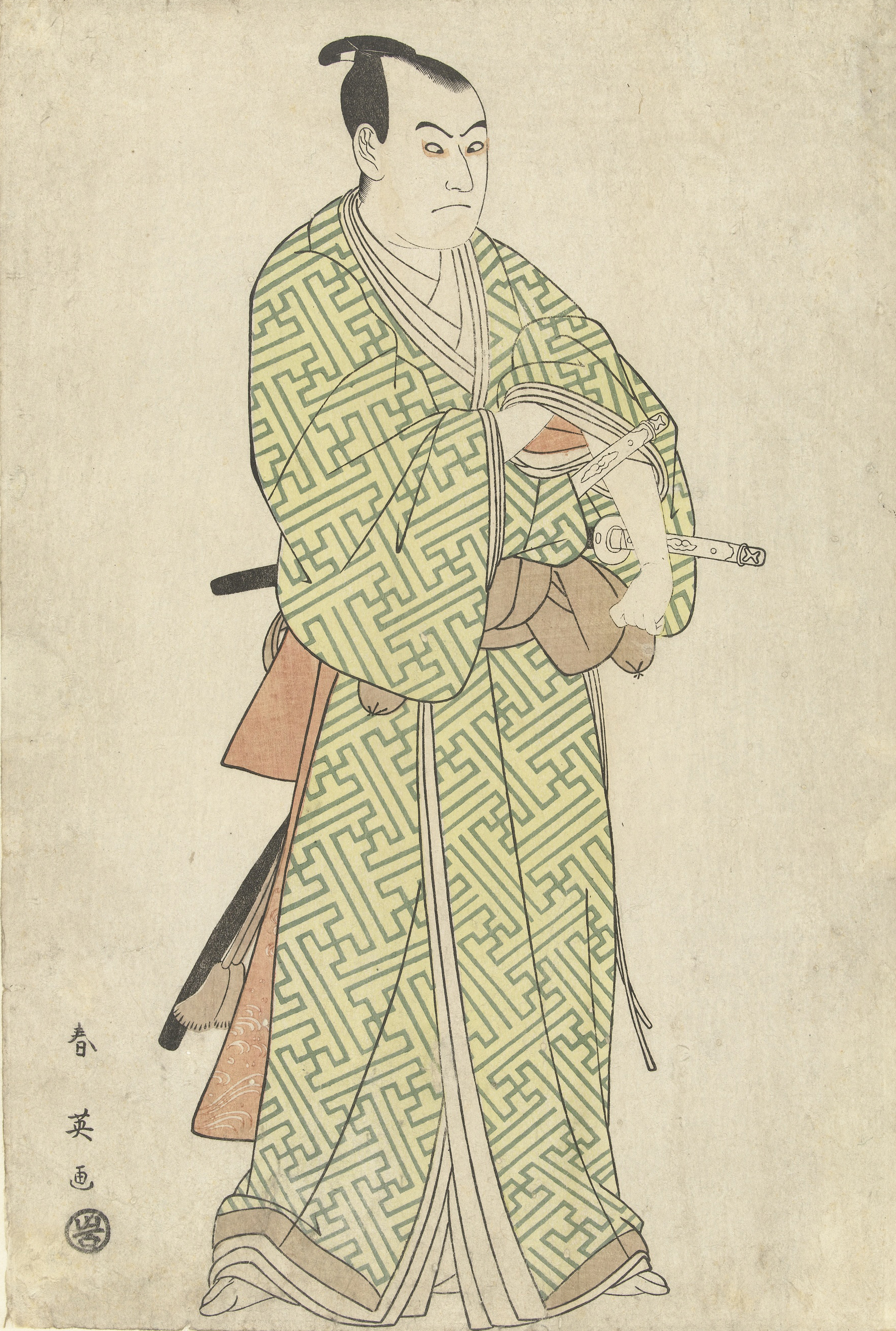
三代目澤村宗十郎の加古川本蔵。寛政7年（1797年）4月、江戸都座『仮名手本忠臣蔵』より、春英画。アムステルダム国立美術館蔵。

勝川 春英（かつかわ しゅんえい、宝暦12年〈1762年〉- 文政2年10月26日〈1819年12月13日〉）とは、江戸時代の浮世絵師。

## 来歴
勝川春章の門人。本姓は磯田、名は久次郎。九徳斎、旭徳斎と号す。江戸に生まれ新和泉町の家主をしていた。家系などは不詳。早くに春章の門人となり、安永7年（1778年）に17歳で初作を描く。細判、間判の作品が多く見られ、雲母摺の大首絵「三代目市川八百蔵」など写楽と相前後して役者絵を世に出した。寛政4年（1792年）に江戸の耕書堂から「大坂中の芝居」と題された四枚続（あるいは五枚続）を版行しており、同年正月に上方に上がったとされる。やはり耕書堂からは写楽に先駆けて、雲母摺の役者大首絵を複数刊行している。寛政7年（1795年）に江戸の都座、桐座、河原崎座の三座で『仮名手本忠臣蔵』が競演された時には、春英は都座と桐座の芝居を描き、岩戸屋から「三代目澤村村宗十郎の加古川本蔵」を版行している。ほかに歌舞伎の所作事に見立てて描いた美人画の錦絵「おし絵形」がある。享年58。墓所は台東区西浅草の善照寺、法名は釈春英。男女二子をもうけ長女は夭折し、長男の斧二は画業に就かなかったという。門人に二代目勝川春章、二代目勝川春好、勝川春徳、勝川春亭がいる。なお勝川春英女という絵師もいるが春英との関係は不明。
春英の役者絵は師の春章の亡き後を継いで寛政の前・中期に絶頂期を見せており、その画業は歌川豊国、東洲斎写楽にも影響を及ぼしている。また武者絵や相撲絵を得意とし、さらに美人画も手がけ狂歌本や肉筆画も描いた。肉筆画では美人画が多く、切れ長の眼に顎の辺りにふくらみのある「張り」と、愛嬌ある容貌を具えている点が春英美人の特色である。春章門下の中で同門の勝川春好と競い合い活躍した逸材であった。

## 逸話
文政8年（1825年）、春英の七回忌が営まれ、このとき春英の門人たちによって向島長命寺に勝川春英翁略伝の碑が建てられた。その碑文には春英の人となりを伝える二つの話が記されており、以下要約してそれらを紹介する。
- 春英は姿かたちを飾ることが嫌いな性格で、着るものはどこへ行くにも普段着のままで構うことがなかった。それを見た或る人が、「そのなりでは見苦しいから、次に来る時はもっといい着物でおいでなさい」と春英に言った。後日、その人物の家に春英が訪れると、春英の姿を見て大笑いしない者はなかった。それというのも、春英は女の能装束で殊にきらびやかなものを着てやってきたのである。そして春英本人は真面目な顔で、おかしいとも思わぬ様子でいたという。
- 或る時、春英は数日自宅を空けることがあった。帰ってきて自宅の入り口の前に立つと「春英の住いはここか」と叫んだ。家の中でこの声を聞いた春英の女房はびっくりし、春英を内に入れ「どうしてあんなことをいったんです」と尋ねると、「数日この家を空けていたから、もしかして家が他人の持ち物になっているかもしれないと思ったのさ」と答えたという。

## 作品

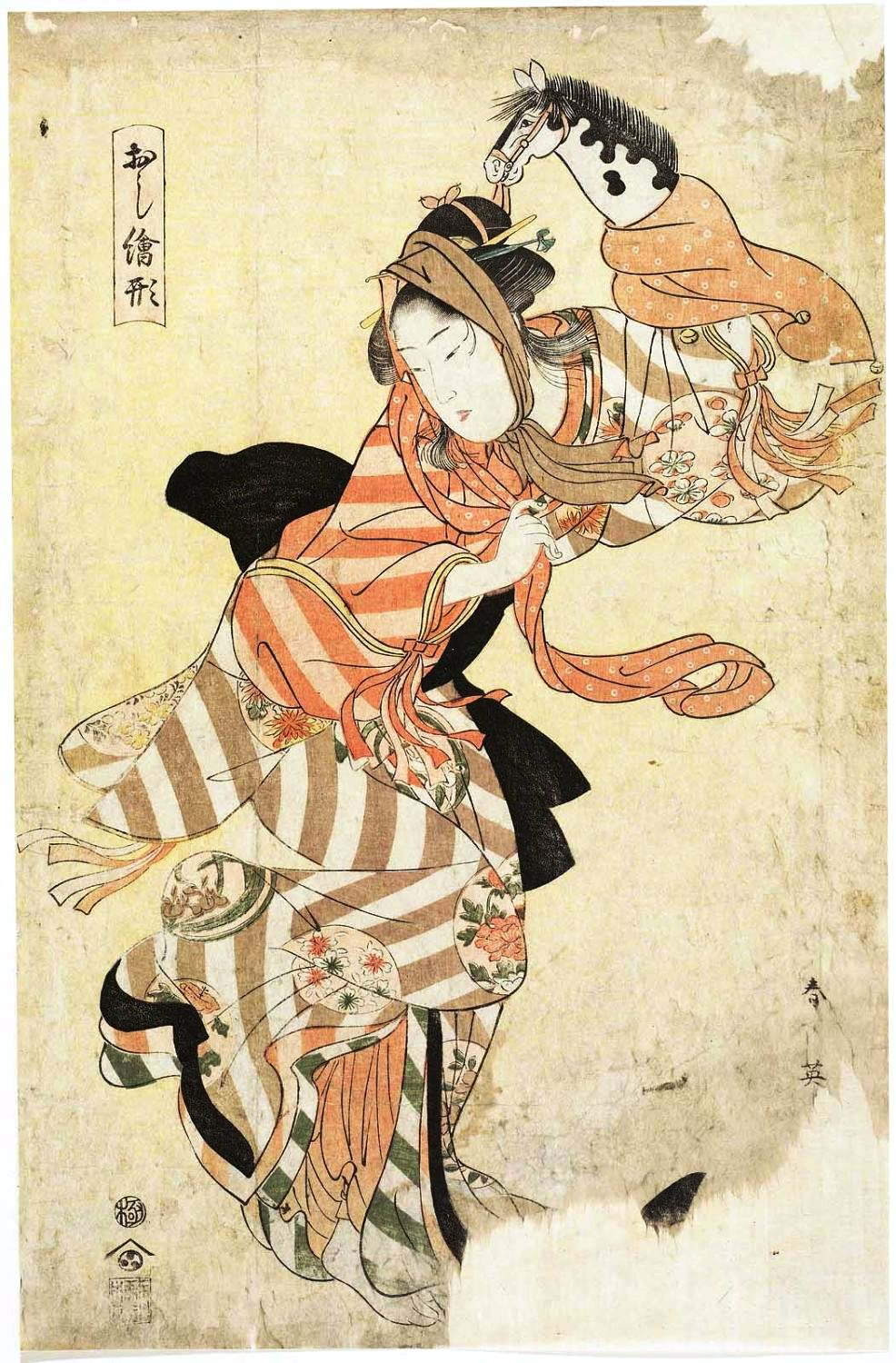
「おし絵形　春駒」　春英画。

### 版本挿絵
- 『大坂土産大和錦』　黄表紙　※万象亭作、天明2年刊行
- 『怪談百鬼図会』　絵本　※春章との合作、天明3年
- 『異魔話武可誌』　絵本　※寛政2年
- 『二代大中黒』　黄表紙　※南杣笑楚満人作、寛政5年
- 『劇場訓蒙図彙』　※式亭三馬作。歌川豊国との合作

### 錦絵
- 「三代目市川八百蔵の菊池兵庫」　細判　城西大学水田美術館所蔵
- 「人形を遣う浅尾為十郎」　細判　城西大学水田美術館所蔵
- 「中山小十郎の源為朝」　細判　※天明5年
- 「四世岩井半四郎の七変化」 大判　※天明7年
- 「三世市川高麗蔵の斧定九郎」 大判　※寛政2年
- 「おし絵形」　大判錦絵揃物　※寛政4年 - 6年頃
- 「三代目澤村宗十郎の加古川本蔵」　大判　※寛政7年4月、江戸都座『仮名手本忠臣蔵』より
- 「四世岩井半四郎」　細判

### 肉筆画
| 作品名                     | 技法     | 形状・員数 | 寸法（縦x横cm） | 所有者                           | 年代                     | 落款・印章               | 備考 |
| -------------------------- | -------- | ---------- | --------------- | -------------------------------- | ------------------------ | ------------------------ | ---- |
| 湯上がり美人と猫図         | 紙本着色 | 1幅        | 94.9×26.1       | 東京国立博物館                   |                          | 款記「春英画（花押）」   |      |
| 八朔の花魁図               | 紙本着色 | 1幅        |                 | 日本浮世絵博物館                 |                          |                          |      |
| 三世瀬川菊之丞の相生獅子図 | 絹本着色 | 1幅        |                 | 日本浮世絵博物館                 |                          |                          |      |
| 鍾馗図                     | 絹本着色 | 1幅        | 78.2x34.7       | 心遠館（プライスコレクション）   |                          | 款記「勝春英画」（花押） |      |
| 交合十図                   | 紙本着色 | 絵巻       |                 | 大英博物館                       | 1792-95年（寛政4-7年）頃 | 無款                     |      |
| 春画幽霊図                 | 絹本着色 | 双幅       |                 | ミカエル・フォーニツコレクション | 寛政末～文化期           |                          |      |